# Petit xalet a la rambla Ribatallada, 16 (Sant Cugat del Vallès)
El petit xalet a la rambla Ribatallada, 16 és una casa del municipi de Sant Cugat del Vallès (Vallès Occidental) que està inclosa en l'Inventari del Patrimoni Arquitectònic de Catalunya.

## Número 16
És un petit xalet de planta baixa i pis. Els elements més interessants és la utilització de terrissa que enllaça amb la tradició local, sobretot el coronament de façana amb un motllurat i la balustrada de la terrassa. També és interessant el motiu de ceràmica o rellotge de sol. La façana és de gran simplicitat geomètrica.